# Lagerstroemia amabilis
Lagerstroemia amabilis är en fackelblomsväxtart som beskrevs av Tomitaro Makino. Lagerstroemia amabilis ingår i släktet Lagerstroemia och familjen fackelblomsväxter. Inga underarter finns listade i Catalogue of Life.